# Murlaggan (Kilmonivaig)

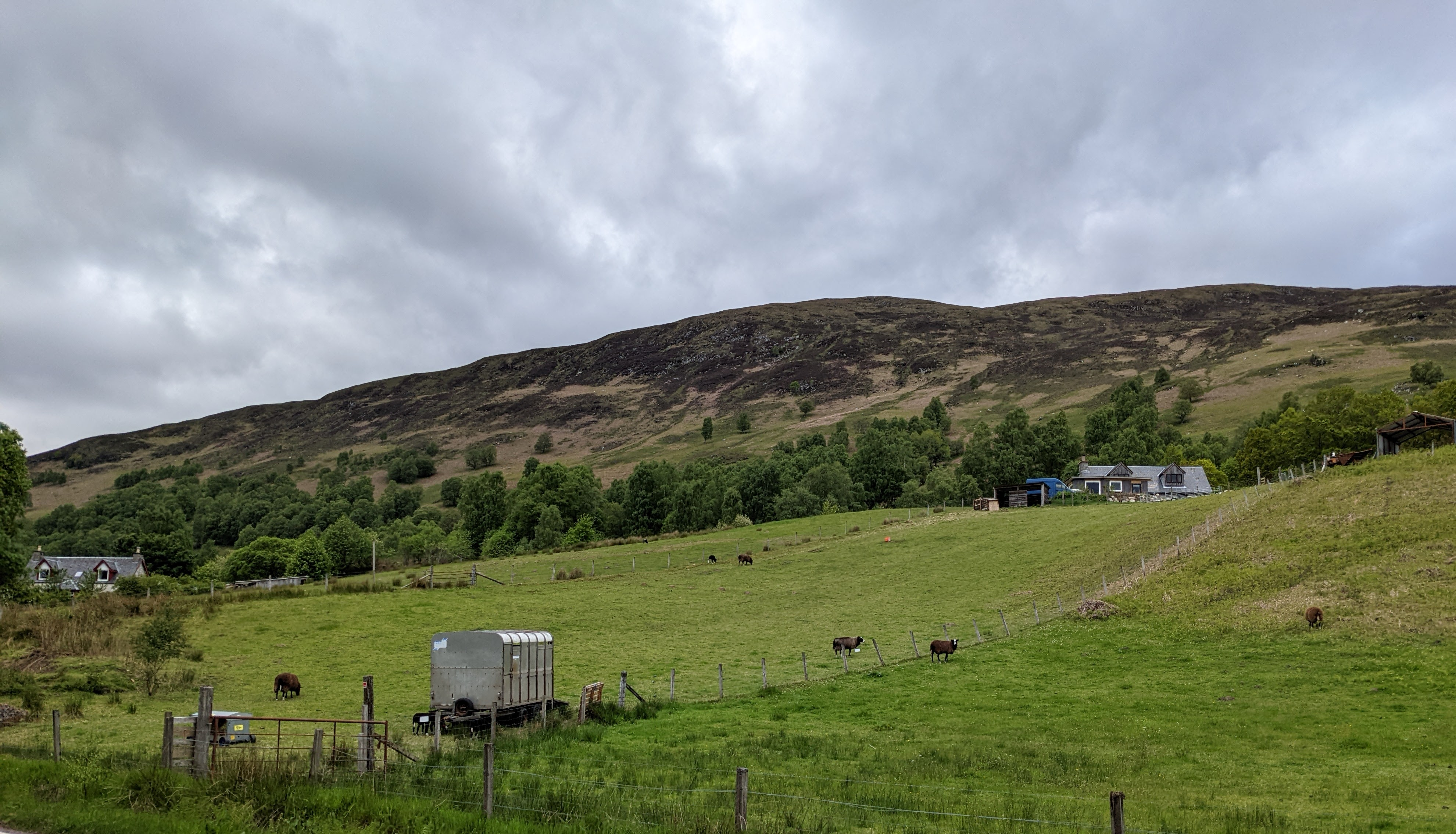
Grasende Schafe bei Murlaggan

Murlaggan ist eine Ortschaft, die südwestlich von Inverness in der Region Highland im Norden von Schottland liegt. Im Rahmen der historischen Gliederung Schottlands in Civil Parishes zählt es zu Kilmonivaig, das zu Inverness-shire gehörte.

## Geographie
Murlaggan liegt im Glen Spean, leicht erhöht über dem rechten, nördlichen Ufer des River Spean. Es liegt in einer ländlich geprägten Umgebung und umfasst eine Reihe von Bauernhöfen. Der Ort ist ohne größere Bedeutung.

## Verkehr
Verkehrstechnisch zu erreichen ist Murlaggan über die von Spean Bridge nach Kingussie führende A86. Zwischen dem Ort und dem Fluss verläuft die West Highland Line, die nächstgelegenen Bahnhof finden sich wenige Kilometer entfernt, weiter westlich in Roybridge, im Osten in Tulloch.